# 海皮克 (英國國會選區)

選區在德比郡的位置

海皮克（英語：High Peak），英國國會一郡選區，位於德比郡西北部，包括海皮克全部。
本區始設於1885年，是保守黨的安全選區，1997年以前自由黨和工黨都只在本區各勝出一次。在2010年大選中的安德魯·賓厄姆以40.9選票首度當選，在工黨手中奪回失落十三年的議席。